# Doddinduvadi, Kollegal
Doddinduvadi là một làng thuộc tehsil Kollegal, huyện Chamarajanagar, bang Karnataka, Ấn Độ.